# うっひゃ〜!!はなさかロンドンブーツ
『うっひゃ〜!!はなさかロンドンブーツ』は、1999年10月15日から2000年3月17日までフジテレビ系列局で放送されたフジテレビ製作のバラエティ番組。放送時間は毎週金曜 20:00 - 20:54 (JST) 。

## 概要
ロンドンブーツ1号2号がフジテレビで初めて持った冠番組である。この番組以前にロンブーが担当していた他局の冠番組群は例外なく若年層をターゲットにしていたが、この番組はそれらとは一線を画すべく、子供から老人まであらゆる世代を取り込むことを画策していたという。
そのため、番組はゴールデンタイムにて全国ネットで放送されていた。また、子供が大人の好きな食べ物を完食するコーナーなど、ロンブーの2人が子供たちと接点を持つ企画も行われていた。
しかしその一方で、参加カップルが番組企画のゲームに挑戦し、負けると彼氏が丸坊主になるコーナーや、女子高生たちが制服姿でバトルをするコーナーなど、深夜番組が行うような企画も行われていた。
後期には2人のゲスト出演者たちが買い物をし、下1桁で少ない数を出した側が自腹で総額を支払わされるというコーナーも行われていた。

## 出演者
- 田村淳（当時ロンドンブーツ1号2号）
- 田村亮（当時ロンドンブーツ1号2号）

## スタッフ
- 構成 - 高須光聖、伊藤正宏ほか
- 演出 - 西田二郎（ワイズビジョン）
- 総合演出 - 白岩久弥（ワイズビジョン）
- プロデューサー - 清水宏泰（フジテレビ）、岡本昭彦（吉本興業）、武野一起（ワイズビジョン）
- 技術協力 - ニユーテレス、FLT、BAY SIDE STUDIO、サウンドエフェクト、HIBINO、ADEC、フリー・フォーム・カンパニー
- 美術協力 - フジアール
- 企画・制作協力 - 吉本興業、ワイズビジョン